# Kleiner Schaftwald

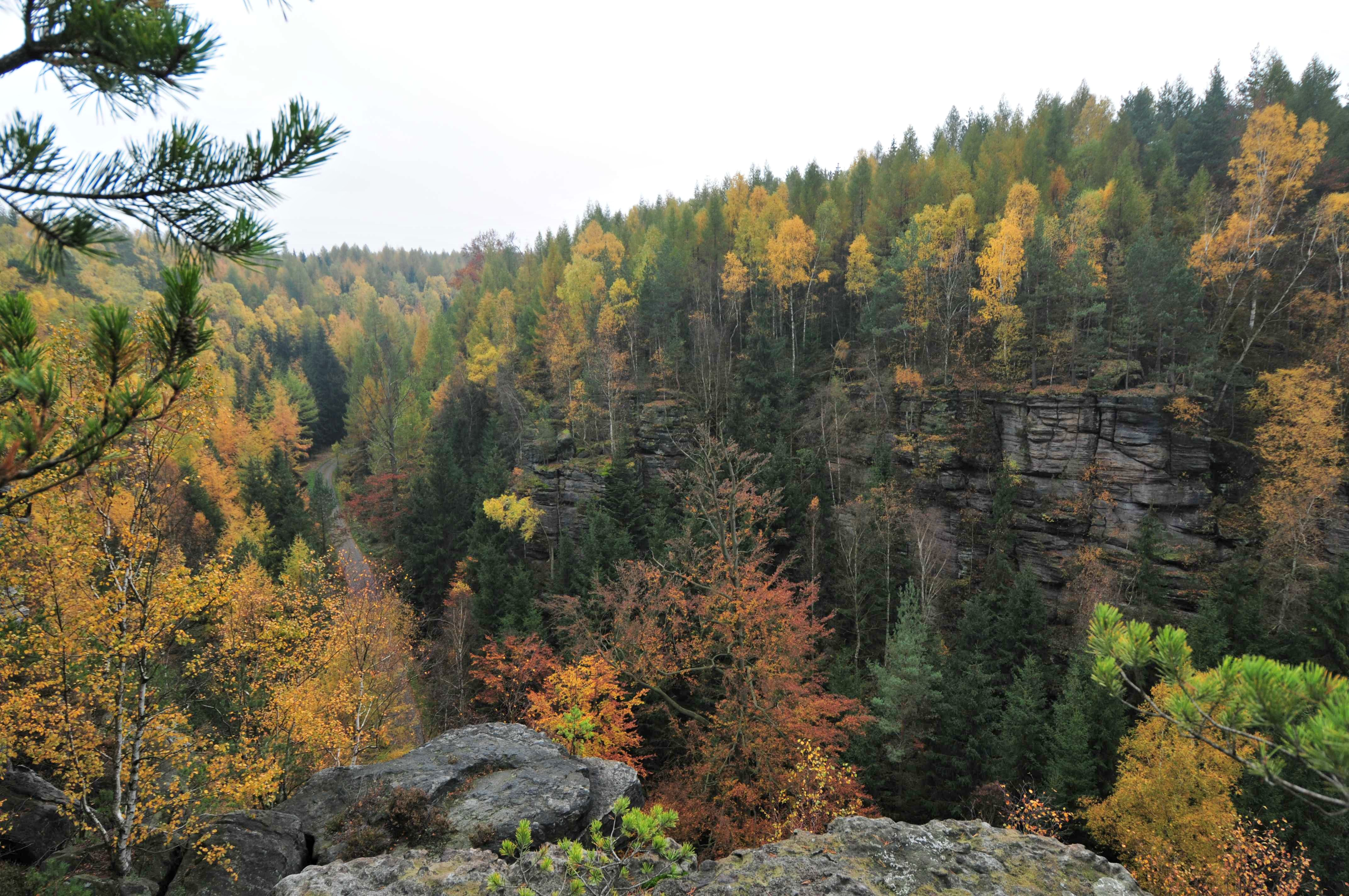
Blick über das Tal der Dürren Biela zum Kleinen Schaftwald

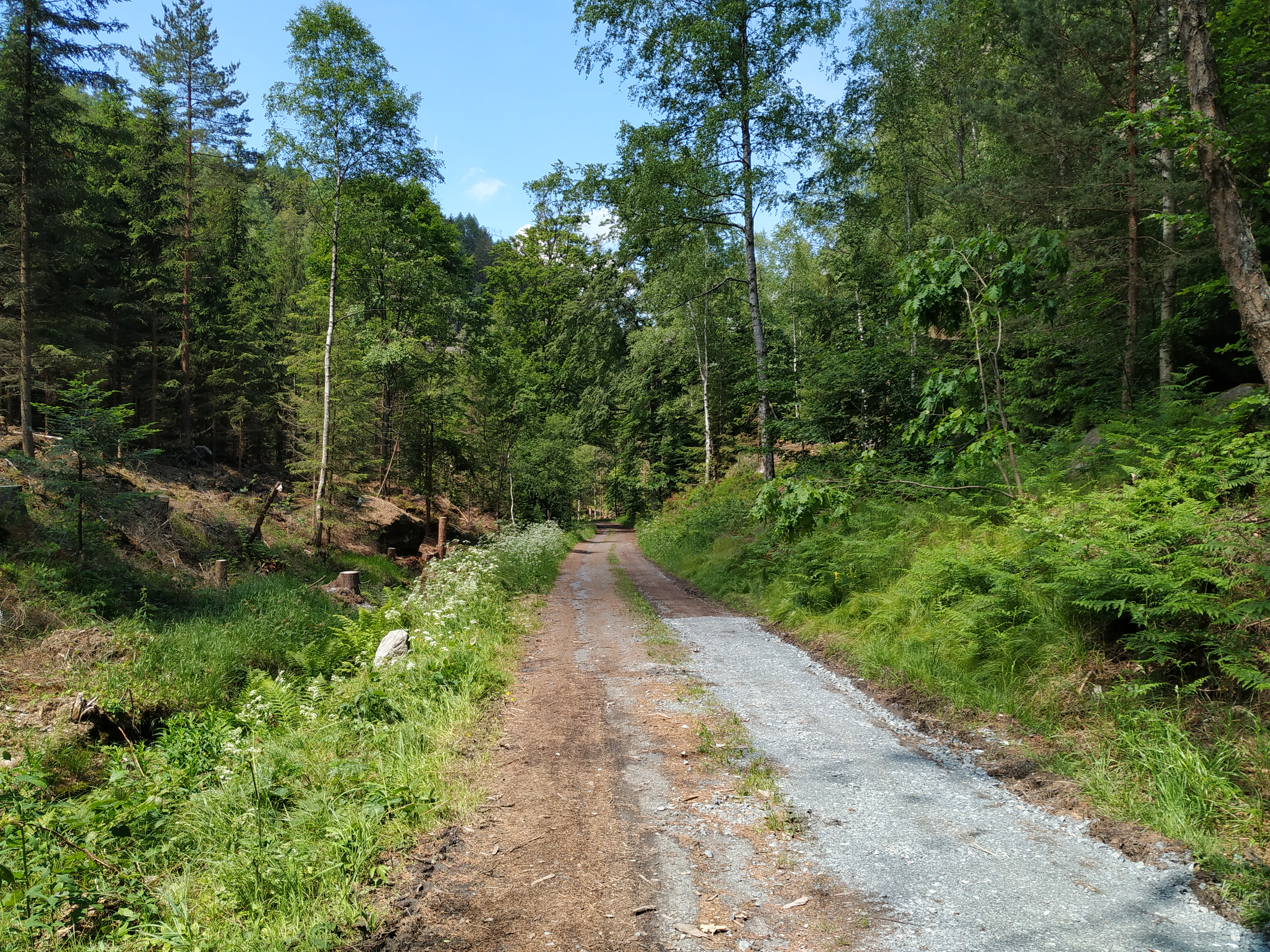
Waldbestand bis in die Tallage der Dürren Biela

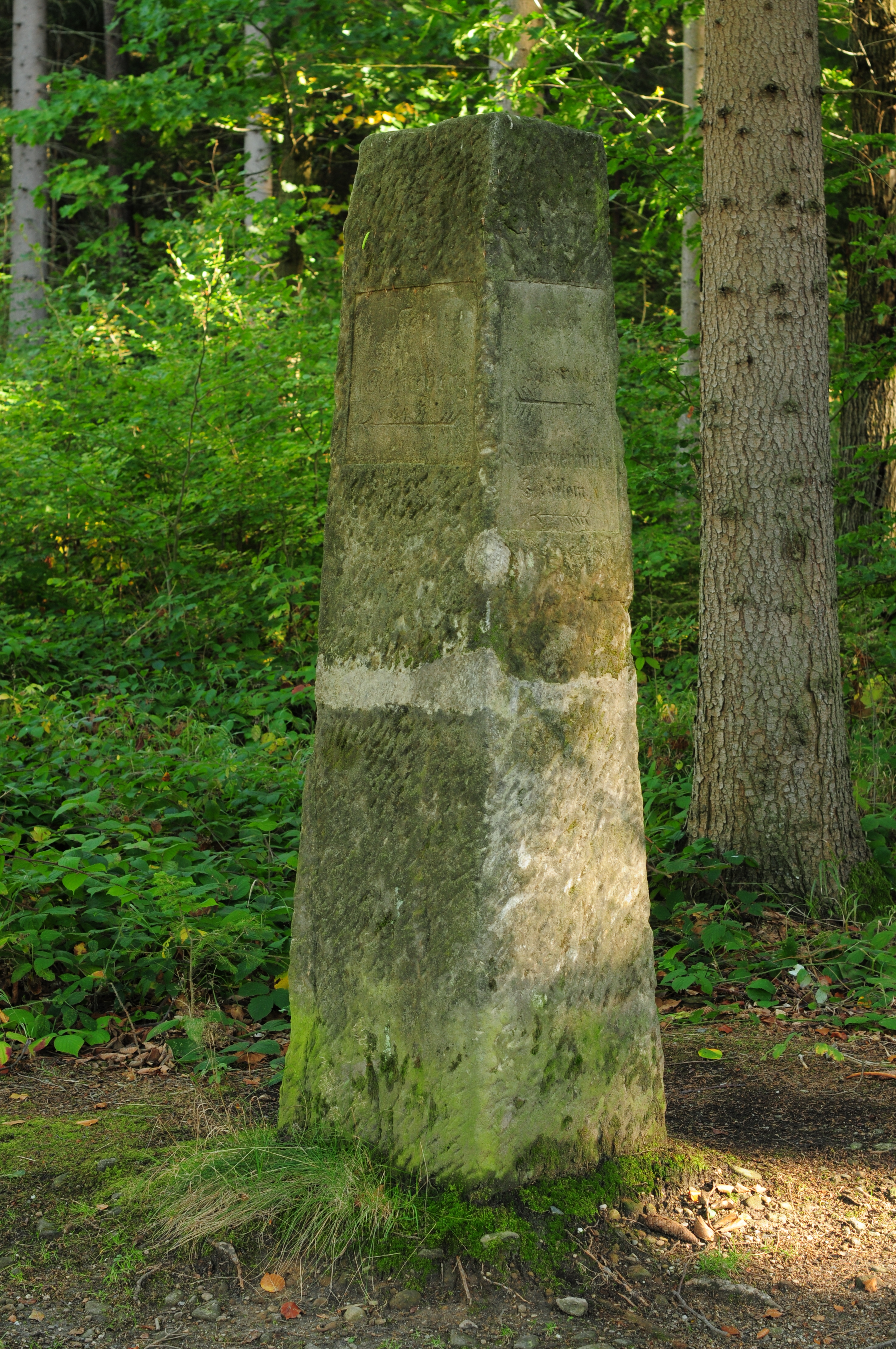
Wegweiser am unteren Taleingang zur Dürren Biela

Der Kleine Schaftwald ist ein sächsisches Waldgebiet im Landkreis Sächsische Schweiz-Osterzgebirge südwestlich der Ortslage Rosenthal am Rande des oberen Bielatales. Er grenzt im Süden an das Gebiet der Tschechischen Republik.

## Geographischer Überblick
Das Waldgebiet am Südwestrand der Sächsischen Schweiz ist ein unbewohntes Forstareal. Es befindet sich in einer Umgebung, die sowohl auf sächsischer als auch auf tschechischer Seite von ausgedehnten Waldungen geprägt ist. Am Kleinen Schaftwald verläuft ein Abschnitt der deutsch-tschechischen Grenze. Der Wald erstreckt sich auf einer Hochfläche des Elbsandsteins und reicht bis in die angrenzenden Täler der Biela und Dürren Biela hinab.
Der Kleine Schaftwald nimmt eine Fläche ein, die kartographisch als Dreieck wahrgenommen werden kann. Begrenzt wird er im Osten durch den Taleinschnitt der Dürren Biela, im Westen durch einen Talabschnitt des Oberlaufs der Biela nahe Ostrov (Eiland) und im Süden durch die Staatsgrenze. An den Talseiten befinden sich Steilhänge, in der Dürren Biela senkrechte Sandsteinwände. In den Hanglagen befinden sich einzelne bizarre Felsgruppen. Westlicherseits bildet die Felsenkante den Bielrand und oberhalb des tschechischen Ortes Ostrov führt die Felskante weiter nach Süden, sie trägt dort den Namen Ostrovské skály (etwa: Eilander Felsen). Im Hinterland auf tschechischer Seite setzt sich das Waldgebiet in Richtung Tisá (Sněžnické polesí) fort. Am östlichen Rand des Kleinen Schaftwalds fließt der Bach Suchá Bělá (auf deutscher Seite die Dürre Biela) aus Richtung des Hohen Schneebergs zu und begrenzt mit seiner Schlucht das Waldgebiet auf deutscher Seite.
Wichtige Kletterfelsen sind:
- Ameisenstein
- Dürrebieleturm
- Gralsburg
- Hansenstein
- Praxedis
- Schwarze Wand
- Sommerstein
- Turm der Felsenbrüder
- Waldtorturm

In Richtung Nordwest, auf der anderen Talseite des Oberlaufs der Biela befindet sich der Große Schaftwald.

## Geologie
Der Gesteinskörper unter dem Forstbestand ist der Labiatus-Sandstein (benannt nach dem Leitfossil Inoceramus (Mytiloides) labiatus Schloth.) des Unterturons. Das ist ein stark porenhaltiger und fein- bis mittelkörniger Sandstein, der als Grundwasserkörper das Niederschlagswasser aufnimmt und daher in seiner oberen Zone trockene Verhältnisse bewirkt. Seine Basis besteht aus wenig- bis nichtwasserdurchlässigen Schichten (Bohrung III-Müller-1934, hier Letten), die eine Übergangszone zum darunter liegenden cenomanen Sandstein bildet.
Am Fuße des Abhangs vom Bielrand entspringt der Zehrborn. Das ist eine Quelle auf der Staufläche der Übergangszone zum hier tiefer anstehenden Sandstein des Obercenomaniums.

## Wegesystem
Im Kleinen Schaftwald gibt es nur wenige ausgeprägte Wege, die teils als Schneisen und teils als untergeordnete Forstwege bestehen. Vom Sandsteinplateau zum Talgrund der Biela verläuft in der Kohlschlucht in Grenznähe, vorbei am Zehrborn-Biwak, ein Waldweg herab. Im angrenzenden tschechischen Forst führt der Pflasterweg in das zu Tschechien gehörende Dorf Ostrov (Eiland) hinab, wo sich der Quellgebietskessel der Biela (Ostrovská Bělá) befindet.